# 宮城野橋

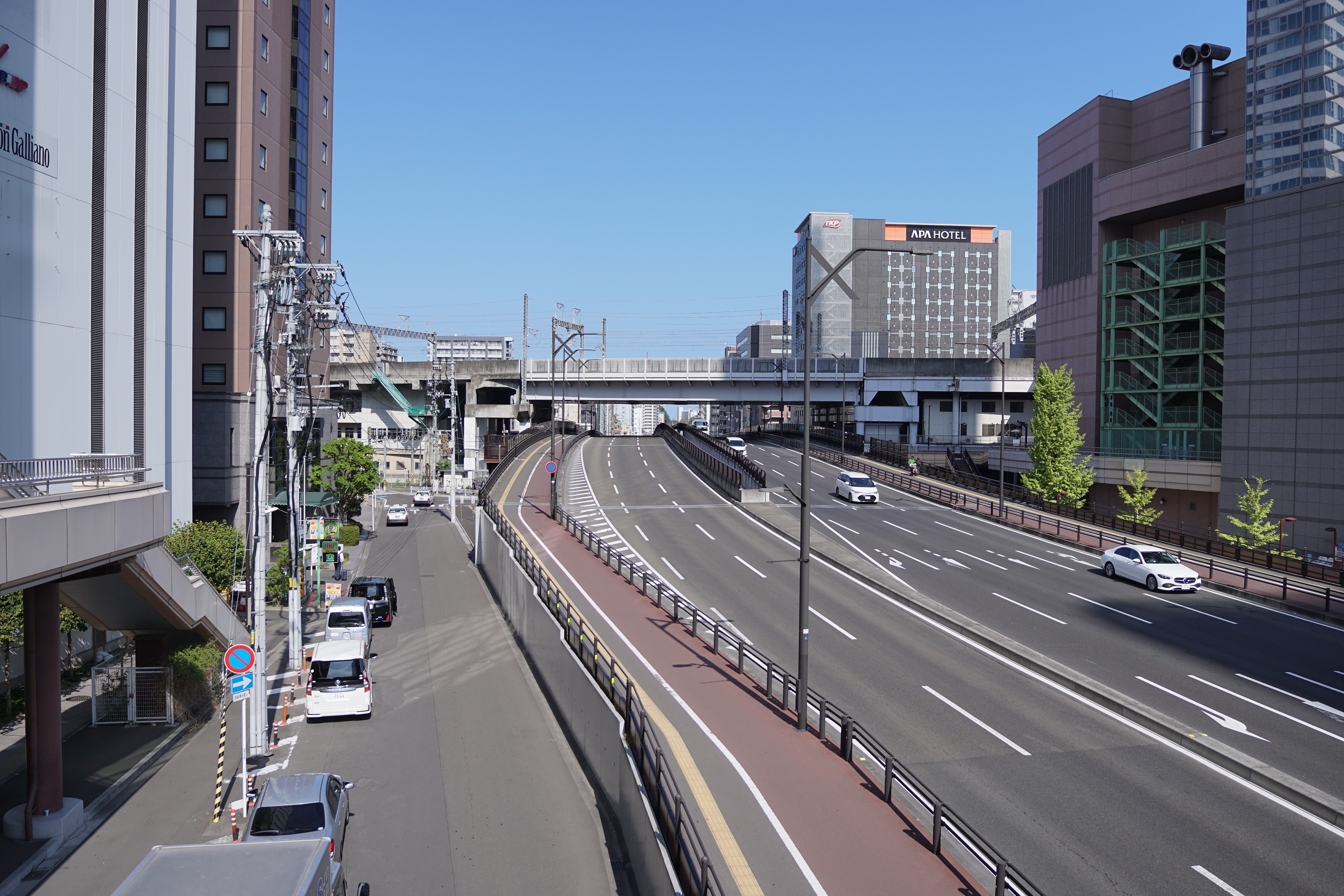
3代目の宮城野橋(2023年8月)

宮城野橋（みやぎのばし）は、宮城県仙台市青葉区および宮城野区にある自動車・歩行者両用の跨線橋である。東日本旅客鉄道仙台駅の北側にあり、東北本線と仙山線を直交する形でまたいでいる。初代の橋の開通は1921年（大正10年）。橋の取付道路が、両側とも二方向に分かれていたことから、通称でX橋（エックスばし）と呼ばれた。後の道路の整備により、橋の両側にあった分岐は失われた。
現在の宮城野橋は三代目である。都市計画道路の元寺小路福室線を通すために架け替えられたもので、2013年（平成25年）から2017年（平成29年）にかけて順次、供用を開始した。

## 歴史
江戸時代には、仙台城の大手門前を西端とする大町、新伝馬町、名掛丁、二十人町が城下町を東西に貫く目抜き通りだった。また、名掛丁や二十人町の北には元寺小路や鉄砲町の東西道路があった。1887年（明治20年）に、現在の東北本線の前身にあたる日本鉄道が塩竈駅まで開通すると、元寺小路と名掛丁は鉄道によって東西に分断され、踏切が設置された。
操車場の線路増設や、1920年代初頭の仙台駅付近での東北本線複線化などにより、踏切は「開かずの踏切」のような状態となった。1917年（大正6年）頃、踏切閉鎖と跨線橋設置の案が出された。反対運動もあったが、仙台城二の丸跡に本部を置く第二師団と、榴岡の歩兵第四連隊や宮城野原の練兵場との間を安定的に結ぶため、歩兵四連隊の強い要請によって宮城野橋は建設された。
1921年（大正10年）に開通した初代の宮城野橋は、鋼拱橋（鋼のアーチ橋）で長さ30.8メートル、幅7.3メートルだった。仙台駅の東と西を繋ぐ重要路線であるため、当時としては高価なアスファルトで舗装がなされた。当時の仙台市には舗装された一般道路が存在せず、宮城野橋の他には、旧奥州街道を通す広瀬川の広瀬橋しか舗装道路はなかった。
昭和30年代に東北本線の電化が進められる中、桁下の空間が狭く東北本線の電化に支障があった宮城野橋は架け替えられることになった。架け替え工事は1960年（昭和35年）12月から行われ、1961年（昭和36年）3月に竣工した。この時、東北本線と並走する仙山線は試験路線として交流電化されていて、橋の架け替えは仙山線の饋電が停止された深夜に行われた。深夜作業ということで騒音に対する苦情が周辺住民から、また年末年始の商機に橋の架け替えで道路が通行止めにされたという苦情が商店会から寄せられ、工事担当者はこれの対応に苦心したという。二代目の宮城野橋は、日本国有鉄道が発注したもので、橋の面積は1,260平方メートル、一等橋で20トンの耐荷重（活荷重）であり、櫻田機械工業がこれを施工した。
2010年代になると、宮城野橋は都市計画道路の元寺小路福室線を通す合計6車線、長さ193メートルの橋に架け替えられることになった。まず三代目の上り線が架設され、これが2013年（平成25年）10月31日に2車線にて供用を開始した。二代目の橋は2014年（平成26年）7月10日未明に撤去され、その跡地に建設された三代目の下り線は2017年（平成29年）3月26日に1車線で暫定的に供用を開始した。中央分離帯の設置工事を経て、計6車線による完全供用開始は同年6月となった。
|      |        | 開通               | 構造                                                        | 長さ   | 幅                   | 地図       |
| ---- | ------ | ------------------ | ----------------------------------------------------------- | ------ | -------------------- | ---------- |
| 初代 | 初代   | 1921年（大正10年） | 鋼拱橋                                                      | 030.8m | 07.3m                | 西詰～東詰 |
| 二代 | 二代   | 1961年（昭和36年） | 鋼箱桁構造                                                  | 029m   | 09.7m                | 西詰～東詰 |
| 三代 | 下り線 | 2013年（平成25年） | 3径間連続中空床版桁 合成床版桁（1径間） 5径間連続中空床版桁 | 193m   | 34.3m （歩道4.5m×2） | 西詰～東詰 |
| 三代 | 上り線 | 2017年（平成29年） | 3径間連続中空床版桁 合成床版桁（1径間） 5径間連続中空床版桁 | 193m   | 34.3m （歩道4.5m×2） | 西詰～東詰 |

## 道路の分岐とX橋の通称

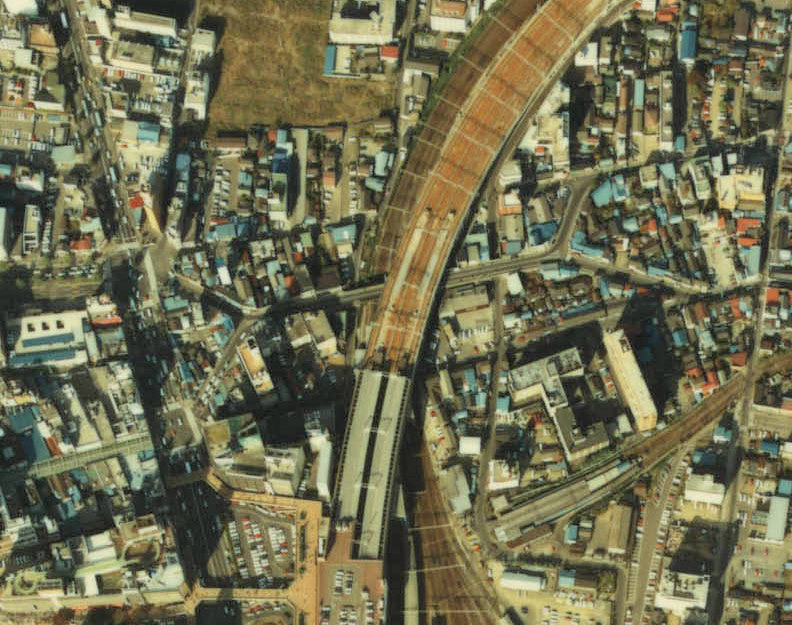
1984年度（昭和59年度）撮影の。

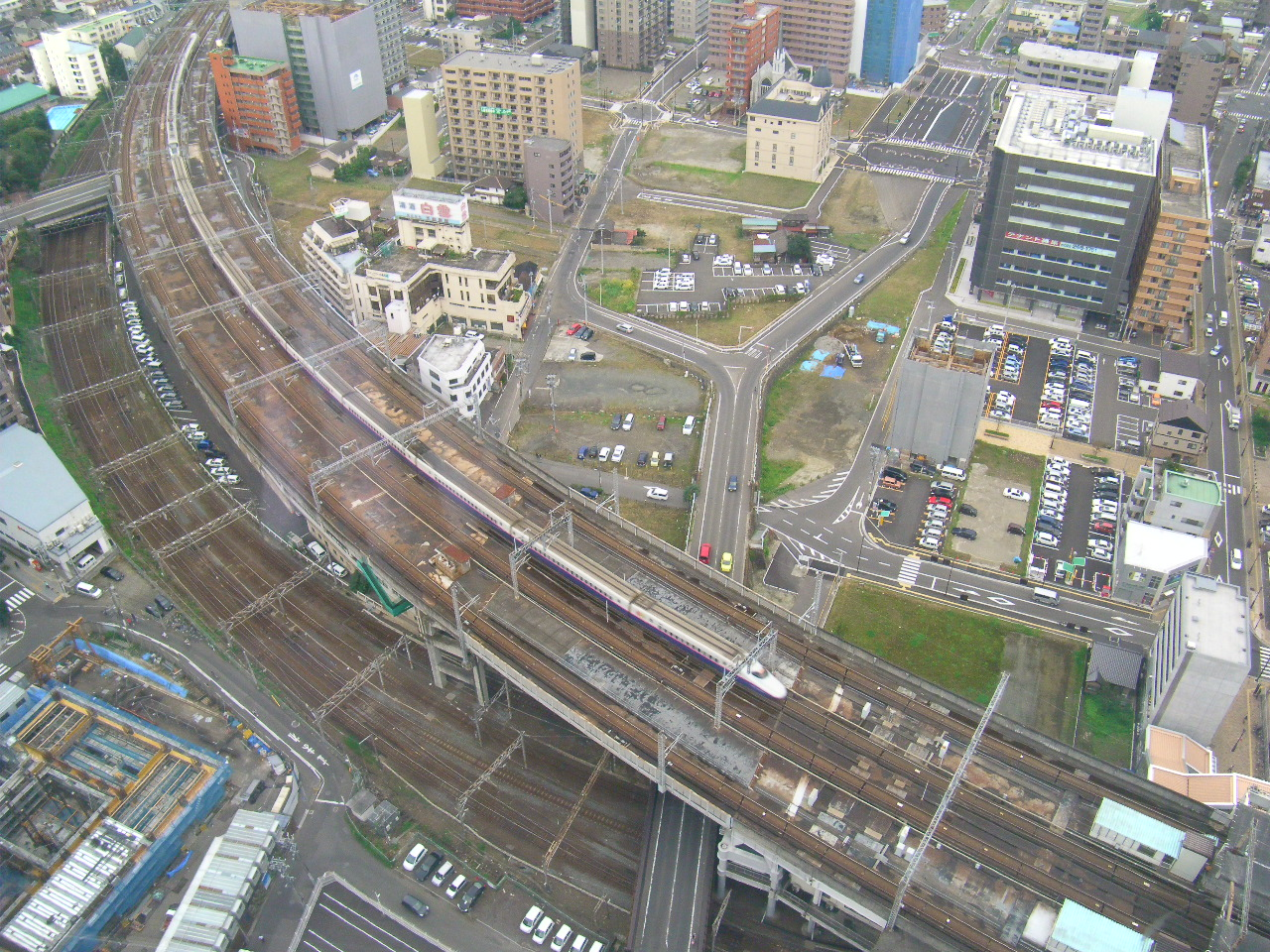
X橋の東部分。X橋の南西行き道路跡地に建設されたアエルの上層階から撮影（2008年9月）。

建設当初、宮城野橋の両端の取付道路は二方向へ分かれる形だった。橋を中心として、北西方向の道路は元寺小路（後に広瀬通）と、南西方向の道路は名掛丁と、北東方向の道路は鉄砲町と、南東方向の道路は二十人町と結ばれていた。四方と結ばれるこの橋は「X橋」と呼ばれるようになった。
モータリゼーションに合わせ、橋梁部は対面通行のまま、橋に至る取付道路には一方通行が導入された。自動車で橋を渡る場合、北西の元寺小路から橋に入って北東の鉄砲町に抜ける道筋と、南東の二十人町から橋に入って南西の名掛丁に抜ける二通りの道筋があった。
1990年代後半、橋の西側地区の再開発のために、橋と名掛丁（中央通り）を結ぶ南西方向の道路が廃止された。これと共に北西方向の道路が改修され、橋の西詰めからX橋交差点まで曲線状に繋がる形になり、この区間は対面通行になった。そのため、「y」の字を横にしたような形となったが、その後も「X橋」の通称は用いられた。また、仙台駅東第二土地区画整理事業により、2010年（平成22年）2月15日以降、橋と鉄砲町を結ぶ北東方向の道路が通行止めとなり、橋と二十人町を結ぶ南東方向の道路が対面通行になった。これにより、橋の両側にあった分岐はなくなった。
橋の正式名称より通称の知名度の方が高かったため、橋の西側にある交差点の名称は「X橋交差点」となっている。また、かつてこの付近を通っていた仙台市営バス、宮城交通のバス停留所の名称も「X橋」だった。ただし、二十人町と鉄砲町での一方通行規制のため、二十人町経由の上り線にのみX橋バス停は存在し、鉄砲町経由の下り線にはなかった。バス路線の廃止とともにX橋バス停も廃止された。

## X橋を舞台とした作品・旧橋の遺構
- 小説：高城高『X橋付近』（発行年：1955年）
- 小説：熊谷達也『いつかX橋で』（発行年：2008年）

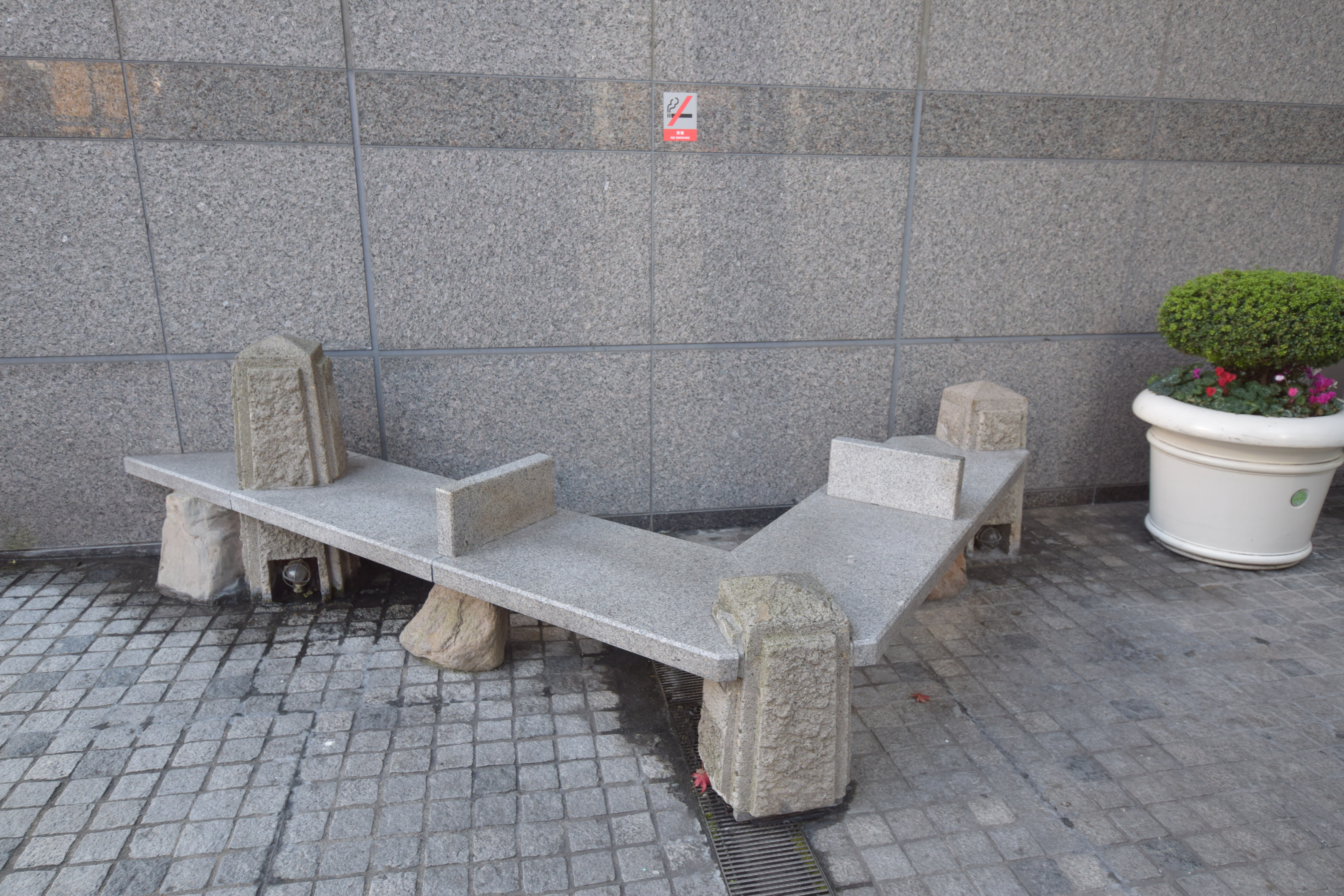
アエル前広場に設置されているX橋モニュメントのベンチ。X橋の遺構の一部が使われている。
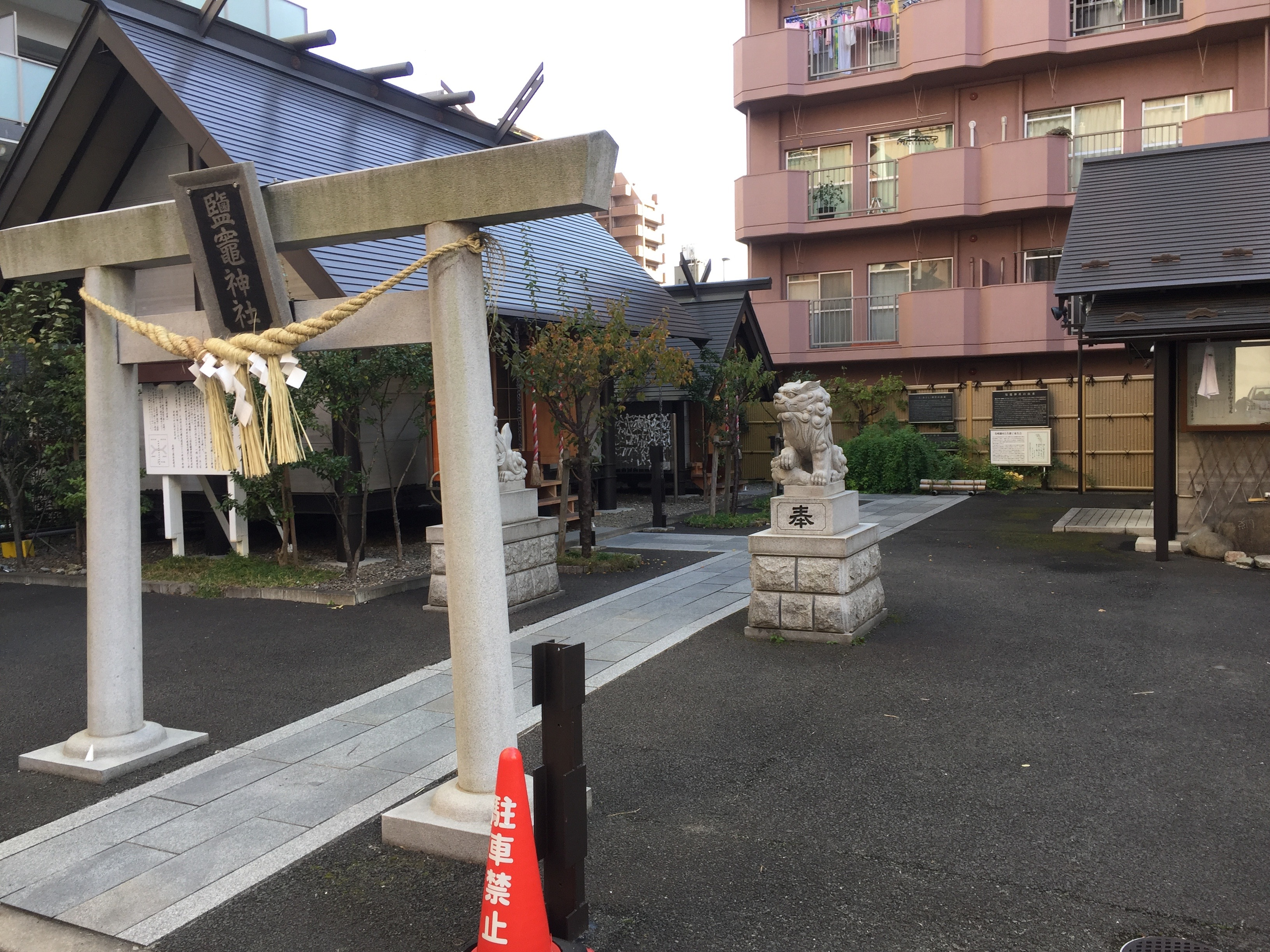
仙台駅東口の初恋通にある鹽竈神社。参道の敷石にX橋の階段の石が使われている。